# 220 (číslo)
Dvě stě dvacet je přirozené číslo, které následuje po čísle dvě stě devatenáct a předchází číslu dvě stě dvacet jedna. Římskými číslicemi se zapisuje CCXX a řeckými číslicemi σκ.

## Matematika
220 je:
- Abundantní číslo
- Nešťastné číslo
- Nepříznivé číslo
- Spřátelené číslo s číslem 284
- Součet čtyř po sobě jdoucích prvočísel (47 + 53 + 59 + 61)

## Astronomie
- (220) Stephania je planetka hlavního pásu, kterou objevil v roce 1881 Johann Palisa

## Doprava
Silnice II/220 je česká silnice II. třídy vedoucí na trase Karlovy Vary – Mezirolí – Nejdek

## Ostatní
- Hodnota střídavého napětí (V) v domácí elektrické zásuvce v Československu
- +220 je mezinárodní telefonní předvolba Gambie

## Roky
- 220
- 220 př. n. l.